# Ajos Epifanios Orinis
Ajos Epifanios Orinis (gr. Άγιος Επιφάνιος Ορεινής) – wieś w Republice Cypryjskiej, w dystrykcie Nikozja. W 2011 roku liczyła 412 mieszkańców.